# 정하역
정하역(井下驛)은 충북선의 역이었다. 청주역이 과거 청주문화방송 위치에 있었을 때 개업했으나, 여객 수요 저조로 인해 무인화 된 이후 충북선 복선화 이전에 폐역되었다.

## 역사
- 1923년 4월 28일 : 배치간이역으로 영업 개시[1]
- 1969년 8월 1일 : 무배치간이역으로 격하, 무인화[2]
- 1974년 12월 5일 : 폐지[3]